# Jenny Wanda Barkmann

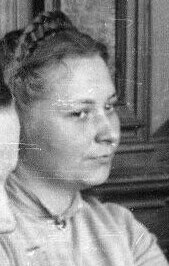
Jenny Wanda Barkmann

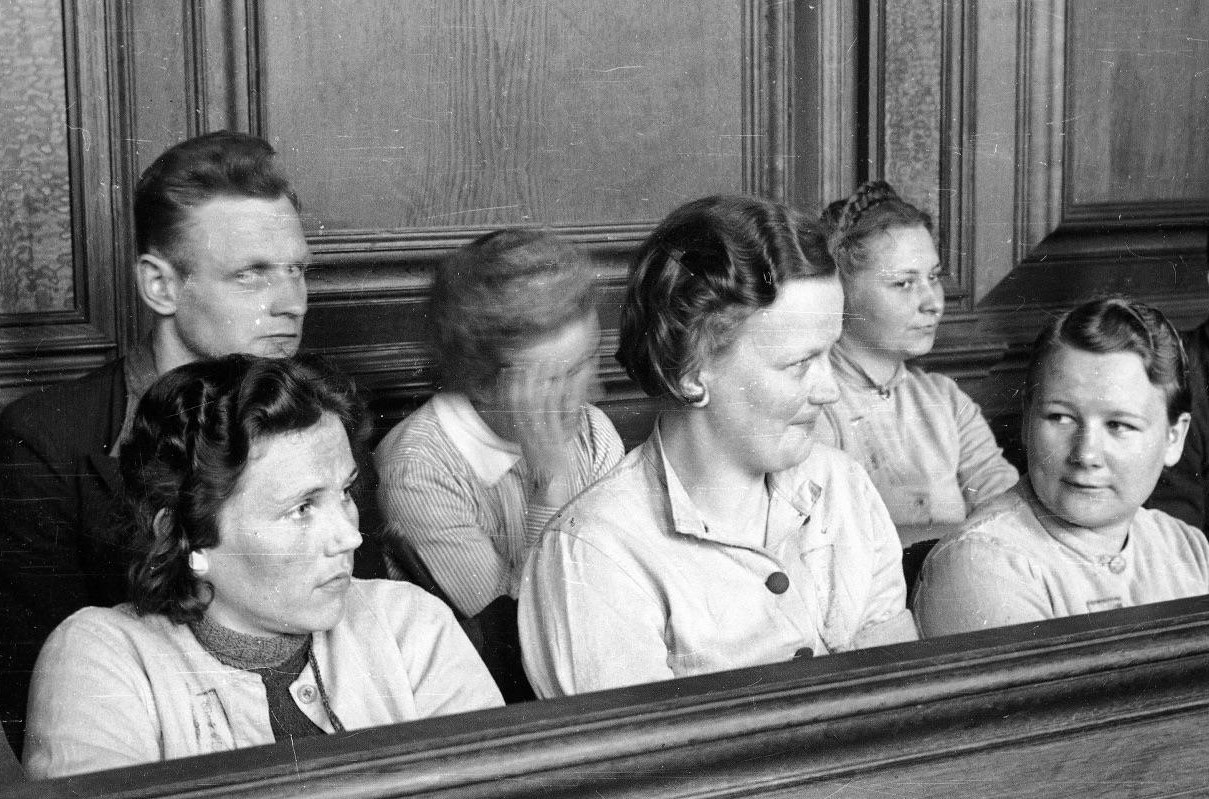
Aufseherinnen während des 1. Stutthof-Prozesses in Danzig vom 25. April bis 31. Mai 1946 – Erste Reihe von links nach rechts: Elisabeth Becker, Gerda Steinhoff, Wanda Klaff – Zweite Reihe Mitte und rechts: Erna Beilhardt, Jenny Wanda Barkmann.

Jenny Wanda Barkmann (* 30. Mai 1922 in Hamburg; † 4. Juli 1946 in Danzig) war eine deutsche KZ-Aufseherin.

## Leben
Jenny Barkmann wurde 1944 Aufseherin im KZ Stutthof. Als die Rote Armee Stutthof erreichte, versuchte sie zu fliehen, wurde jedoch am Bahnhof Langfuhr (heute: Wrzeszcz) bei Danzig verhaftet. Zusammen mit John Pauls, Elisabeth Becker, Gerda Steinhoff, Wanda Klaff, Ewa Paradies und vier polnischen „Kapos“ wurde sie im ersten Stutthof-Prozess zum Tode verurteilt.
Ihre öffentliche Hinrichtung durch Hängen fand am 4. Juli 1946 zusammen mit zehn anderen Verurteilten auf dem Hügel Biskupia Górka (deutsch: Bischofsberg) unweit von Danzig statt.

## Einzelnachweis
1. ↑  Jenny Wanda Barkmann, Kurzlebenslauf

| Personendaten    | Personendaten          |
| ---------------- | ---------------------- |
| NAME             | Barkmann, Jenny Wanda  |
| KURZBESCHREIBUNG | deutsche KZ-Aufseherin |
| GEBURTSDATUM     | 30. Mai 1922           |
| GEBURTSORT       | Hamburg                |
| STERBEDATUM      | 4. Juli 1946           |
| STERBEORT        | Danzig                 |